# Vriesea costae
Vriesea costae là một loài thuộc họ Bromeliaceae ở genus Vriesea. Đây là loài đặc hữu của Brasil.